# Give 'Em Enough Rope
Give 'Em Enough Rope é o segundo álbum de estúdio da banda britânica The Clash. Foi lançado em 1978.

## Faixas
| #  | Título                                         | Duração |
| -- | ---------------------------------------------- | ------- |
| 1  | "Safe European Home"                           | 03:50   |
| 2  | "English Civil War"                            | 2:35    |
| 3  | "Tommy Gun"                                    | 03:17   |
| 4  | "Julie's Been Working For The Drug Squad"      | 03:33   |
| 5  | "Last Gang In Town"                            | 05:14   |
| 6  | "Guns On The Roof"                             | 03:15   |
| 7  | "Drug-Stabbin Time"                            | 03:43   |
| 8  | "Stay Free"                                    | 03:40   |
| 9  | "Cheapskates"                                  | 03:25   |
| 10 | "All The Young Punks (New Boots And Contracts" | 04:55   |

## Posição nas paradas musicais
| Parada (1978–1979)                    | Melhor posição |
| ------------------------------------- | -------------- |
| Austrália (Kent Music Report)         | 79             |
| Suécia                                | 36             |
| Reino Unido (UK Albums Chart)         | 2              |
| Estados Unidos (Billboard Pop albums) | 128            |

## Certificações
| Região                                              | Certificação | Vendas   |
| --------------------------------------------------- | ------------ | -------- |
| Reino Unido (BPI)                                   | Ouro         | 100,000^ |
| ^números de vendas baseados somente na certificação |              |          |